# Hojo undo
Hojo undo (em japonês:  補助運動, hojo undō, auxílo de treino) é o grupo de técnicas/exercícios de artes marciais que visam o condicionamento físico e mental do budoca, melhorando, assim, a força física, a coordenação motora, conscientização do ambiente, a resistência, a postura e a simetria. É um modo de treinamento típico do caratê nas escolas tradicionalistas e não se confunde com o condicionamento físico, mas mais além vai, pois pretende deixar o corpo mais resistente de modo a proporcionar à pessoa uma espécie de armadura. No caratê desportivo não um método corrente. Em que pese o fito audacioso, na forma tradicional são utilizados instrumentos simples, feitos de fibras, madeira e pedras, com treinamento solitário e com auxílio de outra pessoa.

## Exercícios
- Junbi undo (準備運動, preparação)
- Ude tanren (腕鍛錬, treinamento braquial)

## Petrechos de levantamento
- Chi ishi (鎚石, maça lítica) é uma espécie de martelo, manufturado com um peso, geralemnte de pedra, fixado numa das extremidades duma barra de madeira.[5]

- Sashi ishi (差し石, peso lítico)[5]
- Kongoken (金剛圏, Kongōken)[5]
- Makiage kigu (巻上機具 ou 巻き上げ器具, rolo/utensílio de suspender)[5]
- Nigiri gami (握り甕, jarro de pegar)[5]
- Tan (坦, composto), halteres
- Tetsu geta (鉄下駄, sandália férrea)

## Petrechos de impacto
- Jari bako (砂利箱)[5]
- Kakite bikei (垣手び形)
- Makiwara (巻藁) é um poste feito de madeira, no mor das vezes, uma ripa, fincada ao solo ou a uma parede, na qual s'enrola corda, para o treinamento de socos e pancadas.[5]
- To (筒)
- Ude kitae (腕鍛)